# بخش ویتلاندا
بخش ویتلاندا (به سوئدی: Vetlanda kommun) یک ناحیه شهری در سوئد است که در شهرستان یونشوپینگ واقع شده‌است.